# La Pomarède
La Pomarède település Franciaországban, Aude megyében. Lakosainak száma 184 fő (2022. január 1.). La Pomarède Issel, Labécède-Lauragais, Puginier, Tréville, Revel, Saint-Félix-Lauragais és Vaudreuille községekkel határos.

## Népesség
A település népességének változása:
| Lakosok száma | 175  | 165  | 158  | 169  | 163  | 148  | 143  | 153  | 177  | 184  |
|               | 1968 | 1982 | 1999 | 2006 | 2011 | 2015 | 2017 | 2018 | 2020 | 2022 |